# Millerville (Alabama)
Millerville est un census-designated place situé dans l’État américain de l'Alabama, dans le Comté de Clay.

## Démographie
| 2000 | 2010 | - | - | - | - |
| ---- | ---- | - | - | - | - |
| 299  | 278  | - | - | - | - |